# Platycarpum
Platycarpum  es un género con 19 especies de plantas con flores perteneciente a la familia de las rubiáceas.
Es nativo de Sudamérica tropical.

## Especies seleccionadas
- Platycarpum acreanum G.K.Rogers (1984).
- Platycarpum decipiens Woodson & Steyerm. (1952).
- Platycarpum duckei Steyerm. (1952).